# آنجلا هاکلز
آنجلا هاکلز (انگلیسی: Angela Khalia Hucles؛ زادهٔ ۵ ژوئیهٔ ۱۹۷۸) یک بازیکن فوتبال اهل ایالات متحده آمریکا است.
وی همچنین در تیم ملی فوتبال ایالات متحده آمریکا بازی کرده‌است.